# Häggån
Häggån kommer från Frisjön i sydvästra Västergötland och ansluter mellan Skene och Örby i Marks kommun till Viskan. 
Precis som Viskan har haft betydelse för framväxten av industrierna i angränsande samhällen, har Häggån varit viktig för industrierna i Fritsla och Kinnahult och Kinna. Vid f.d. Fritsla Mekaniska Wäfveri, intill vägen mot Seglora, har ån ett sevärt vattenfall. Fågellivet kring ån är rikt, särskilt i området norr om Fritsla. 